# کود

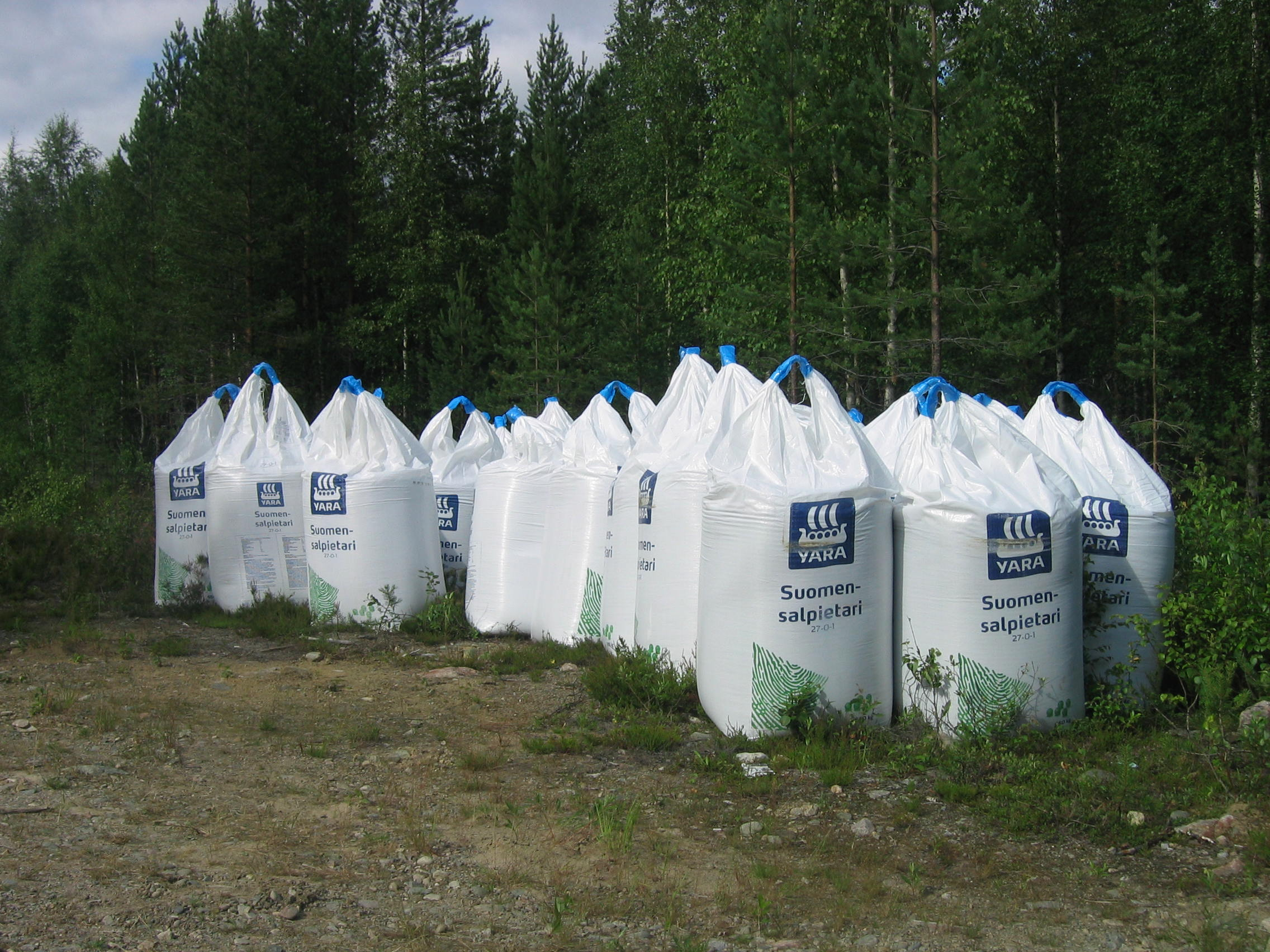
کیسه‌های کود جنگلی در فنلاند

کود، هرگونه مواد طبیعی یا غیرطبیعی است که به خاک یا بافت گیاهان اضافه می‌شود تا یک یا شمار بیشتری از مواد مغذی مورد نیاز رشد گیاه تأمین گردد. برای آنکه خاک از لحاظ مواد غذایی دچار کمبود نباشد به‌کارگیری کود، بسیار سودمند خواهد بود. گونه‌های مختلفی از کود با پایه طبیعی و تولیدشده به روش صنعتی وجود دارند.
گیاهان و درختان در مجموع به حداقل ۱۶ عنصر شیمیایی نیاز دارند که مهم‌ترین آنها کربن، هیدروژن، اکسیژن، نیتروژن، فسفر، گوگرد، پتاسیم، کلسیم و منیزیم می‌باشد. گیاهان کربن را از جَو، و هیدروژن و اکسیژن را از آب به‌دست می‌آورند. سایر مواد مغذی از خاک گرفته می‌شود. اگرچه گیاهان حاوی سدیم، ید و کبالت هستند، اما ظاهراً این عناصر برای رشد آنها ضروری نیستند. این موضوع در مورد سیلیسیم و آلومینیوم نیز صادق است.
کودهای شیمیایی مدرن شامل یک یا چند عنصر از سه عنصر مهم در تغذیه گیاه هستند: نیتروژن، فسفر و پتاسیم. عناصر گوگرد، منیزیم و کلسیم در درجه دوم اهمیت قرار دارند.

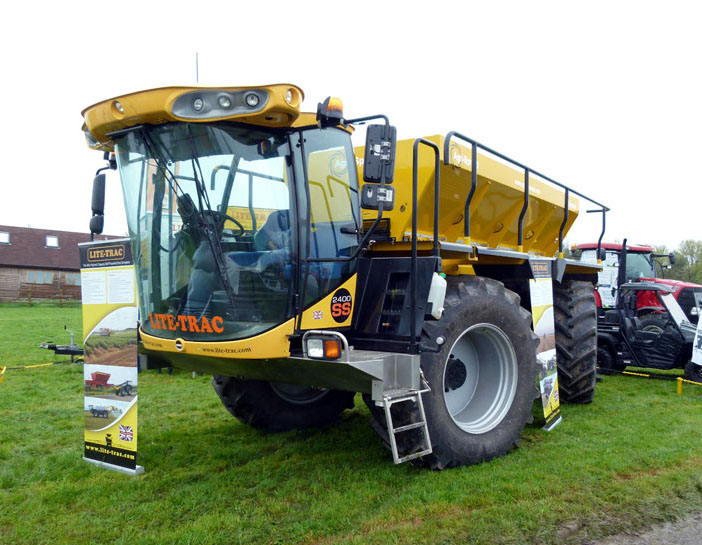
یک دستگاه پخش کود و آهک در یک نمایشگاه ماشین‌آلات کشاورزی

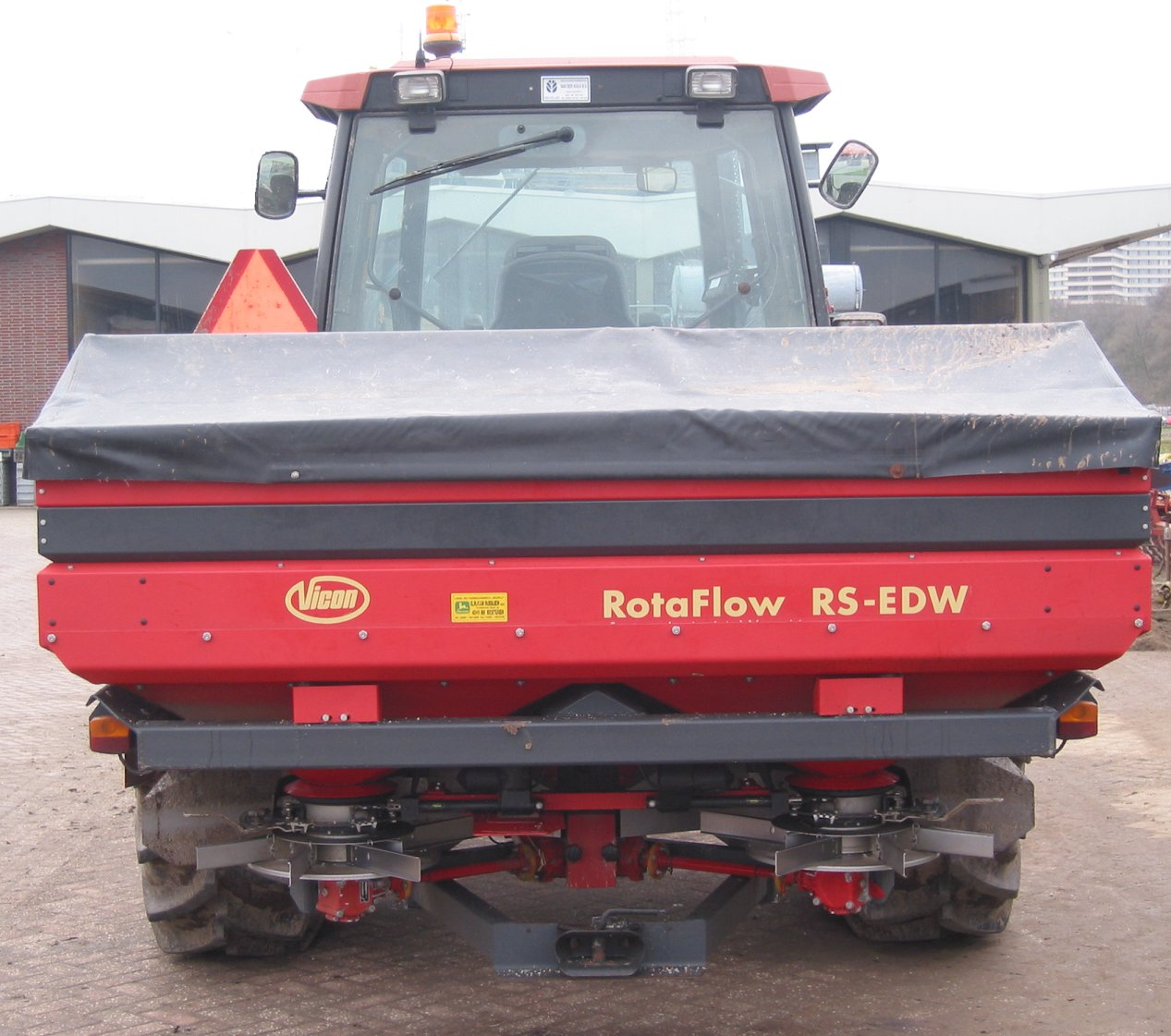
یک دستگاه مدرن و بزرگ کودپاش

در نیمه دوم سده ۲۰، افزایش به‌کارگیری کودهای نیتروژن (ازت) (افزایش ۸۰۰ درصدی بین سال‌های ۱۹۶۱ و ۲۰۱۹) یکی از مولفه‌های اساسی در افزایش بهره‌وری سامانه‌های غذایی متداول بوده است (بیش از ۳۰٪ سرانه). بنابر گزارش ویژه IPCC در مورد تغییرات آب‌وهوایی و زمین، این روش‌ها عامل اصلی گرم‌شدن کره زمین است.

## سازوکار

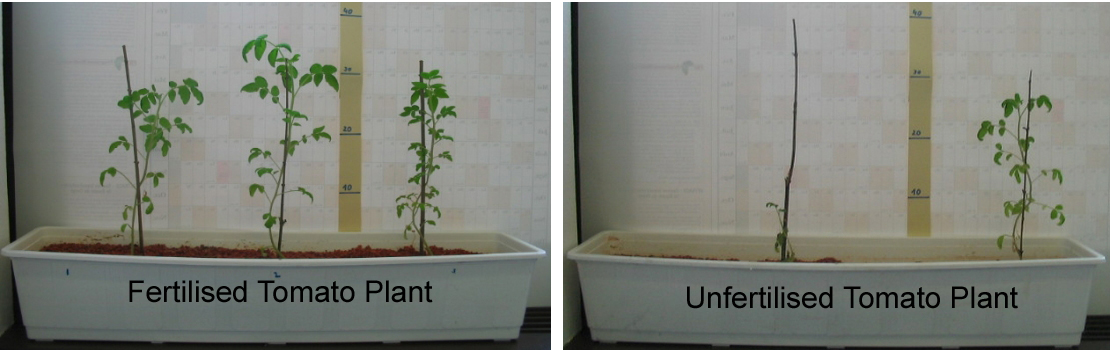
شش نشاء گوجه‌فرنگی که با و بدون کود نیتروژن در خاکی ماسه‌ای و با مواد مغذی ضعیف پرورش داده شده است. یکی از نشاها در خاک ضعبف خشک شده است.

کودها رشد گیاهان را بهبود می‌بخشند. این عمل به دو روش اتفاق می‌افتد: روش سنتی که مواد مغذی افزوده می‌شود. روش دومی که برخی از کودها عمل می‌کنند؛ بهبود کارایی خاک با تغییرات در نگهداری آب‌وهوای آن است. کودها معمولاً در نسبت‌های مختلف حاوی مواد زیر هستند:
- سه ماده درشت‌مغذی اصلی:

1. نیتروژن: بهبود رشد برگ‌ها
2. فسفر: بهبود رشد ریشه‌ها، گل‌ها، دانه‌ها و میوه‌ها
3. پتاسیم: تقویت رشد ساقه، جریان آب در گیاه، تقویت گل‌دهی و میوه‌دهی

- سه ماده درشت‌مغذی ثانویه:

1. کلسیم جلوگیری از بیماری و آفات گیاه
2. منیزیم: برای بهبود رشد گیاهان
3. گوگرد: برای بهبود و اصلاح خاک

- مواد ریزمغذی: مس، آهن، منگنز، مولیبدن، روی و بور. در برخی موارد سیلیکن، کبالت و وانادیم هم مهم هستند.

مواد مغذی موردنیاز برای سلامت گیاه توسط عناصر طبقه‌بندی می‌شود، اما از این عناصر به عنوان کود استفاده نمی‌شود. در عوض از ترکیب شیمیایی دارای این عناصر به عنوان کود استفاده می‌شود.
مواد درشت‌مغذی در مقادیر بیشتری مصرف می‌شوند و در بافت گیاه با مقادیر مختلف از ۰٫۱۵٪ تا ۶٪ برپایه ماده خشک (رطوبت ماده ۰٪) وجود دارند. گیاهان از چهار عنصر اصلی ساخته می‌شوند: هیدروژن، اکسیژن، کربن و نیتروژن. کربن، هیدروژن و اکسیژن به‌صورت گسترده‌ای در آب و کربن دی‌اکسید وجود دارند. با اینکه نیتروژن بیشترین گاز موجود در اتمسفر است، گیاهان نمی‌توانند آن را به صورت گاز جذب کنند. نیتروژن مهم‌ترین کود است چرا که در پروتئین‌ها، دی‌ان‌ای و دیگر ترکیبات (برای مثال کلروفیل) موجود است. برای اینکه گیاهان بتوانند نیتروژن را جذب کنند این ماده باید به شکلی «ثابت» دربیاید. تنها برخی باکتری‌ها و گیاهان میزبان آن‌ها (به‌صورت ویژه حبوبات) می‌توانند نیتروژن را با تبدیل آن به آمونیاک «ثثبیت» کنند. وجود فسفات برای تولید DNA و آدنوزین تری‌فسفات، اصلی‌ترین حامل انرژی در سلول‌ها، الزامی است.
مواد ریزمغذی در مقیاس‌های کمتری مصرف می‌شوند و در بافت گیاه با مقادیر خیلی کمی در حد جزء در میلیون (ppm) وجود دارند که از ۰٫۱۵ تا ۴۰۰ ppm ماده خشک متغیر است. این عناصر در محل‌های آنزیم‌های فعالی حضور دارند که متابولیسم گیاه را به عهده دارند. به دلیل اینکه این عناصر کاتالیست‌ها (آنزیم‌ها) را فعال می‌کنند، تأثیری که می‌گذارند نسبت به درصد وزنشان بسیار فراتر است.

## طبقه‌بندی
کودها به چندین روش طبقه‌بندی می‌شوند. می‌توان آن‌ها را بر اساس داشتن تنها یک ماده مغذی طبقه‌بندی کرد (برای مثال پتاسیم، فسفر یا نیتروژن) که در این صورت به آن‌ها «کود مستقیم» می‌گویند. «کودهای مجتمع» دارای دو یا چند ماده مغذی مختلف هستند. کودها گاهی بر اساس طبیعی (ارگانیک) و شیمیایی (غیرارگانیک) بودن طبقه‌بندی می‌شوند. کودهای غیرارگانیک یا شیمیایی مواد حاوی کربن را، به جز اوره حذف می‌کنند. کودهای طبیعی یا ارگانیک معمولاً گیاهان (بازیافت شده) هستند یا از حیوانات گرفته می‌شوند. به کودهای غیرارگانیک معمولاً کود شیمیایی گفته می‌شود چرا که برای تهیه آن‌ها باید چندین فرایند شیمیایی انجام داد.

## تولید

### کودهای نیتروژن

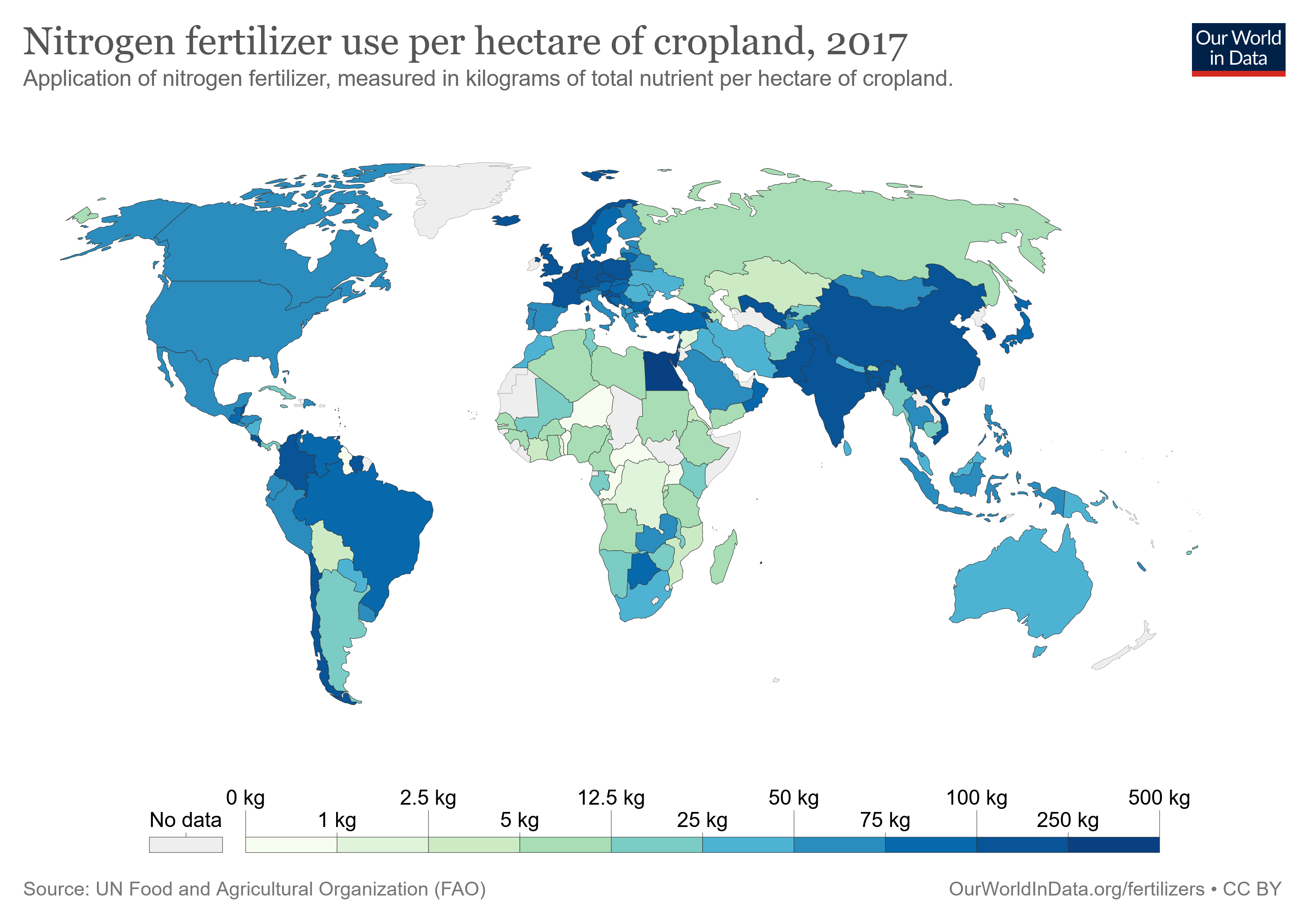
نقشه جهانی مصرف کود نیتروژن به ازای هر هکتار زمین تحت کشت.

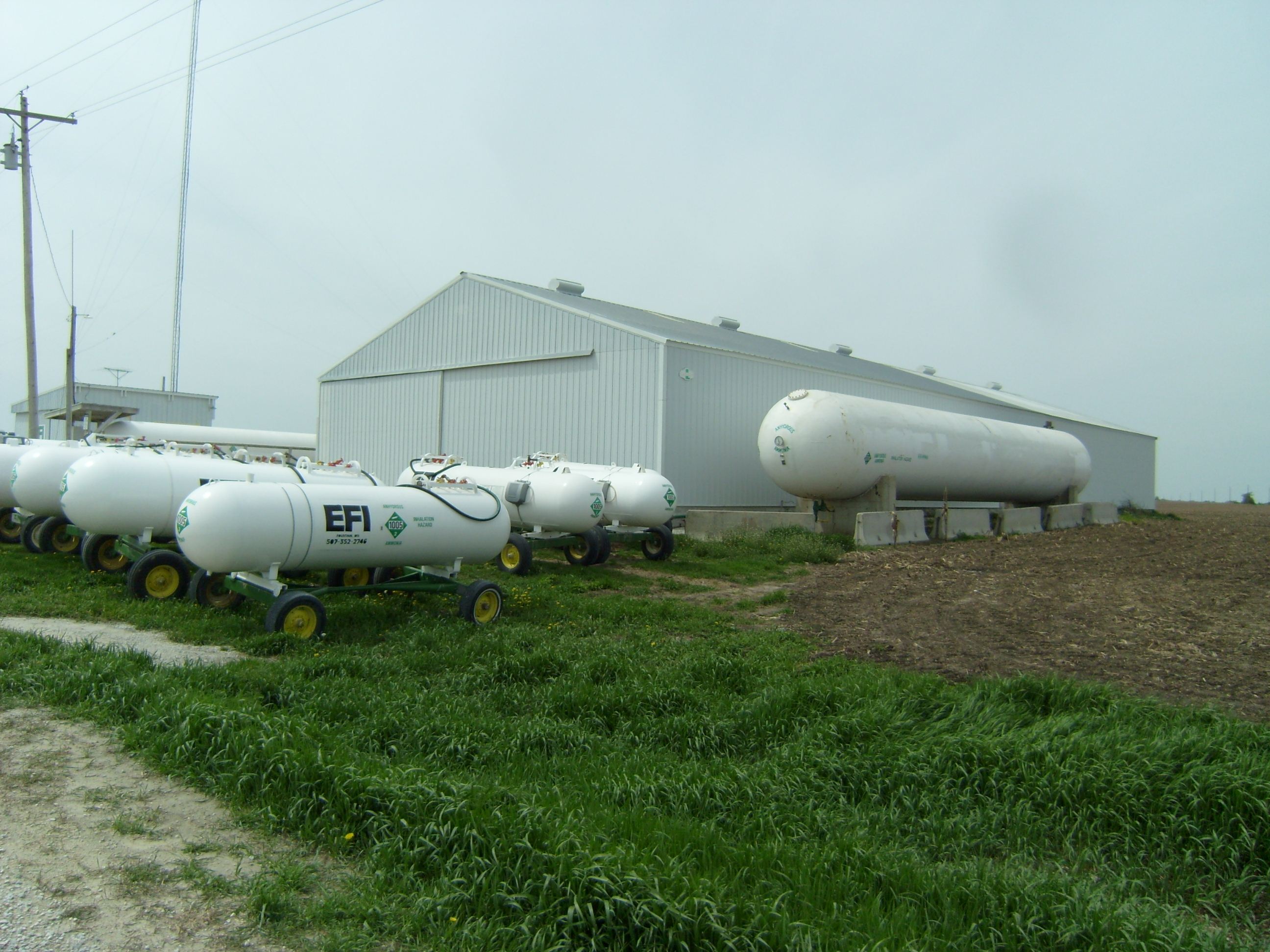
ایستگاه ذخیره‌سازی آمونیاک انیدروز برای استفاده به عنوان کود در ایالات متحده

کودهای نیتروژن غالبا از آمونیاک (NH3) ساخته می‌شوند، که در برخی مواقع مستقیماً به داخل زمین تزریق می‌شوند. آمونیاک توسط فرایند هابر-بوش ساخته می‌شود.  در این فرایند انرژی-بالا، گاز طبیعی (CH4) معمولاً تأمین کننده هیدروژن است و نیتروژن (N2) از هوا تأمین می‌شود. از آمونیاک برای ماده اولیه تمام دیگر کودهای پایه نیتروژن، مانند آمونیوم نیترات و اوره، استفاده می‌شود. نیترات‌ها همچنین توسط فرایند استوالد نیز ساخته می‌شوند. در سال ۲۰۱۹ ارزش بازار جهانی کودهای نیتروژنی ۶۵٫۵۱ میلیارد دلار ارزیابی شده است و پیش‌بینی می‌شود تا سال ۲۰۲۵ به ۶۸٫۳۶ میلیارد دلار برسد. نیتروژن یکی از مواد مغذی مهم مورد نیاز برای گیاهان است. این ماده نقش مهمی روی رشد و عملکرد و کیفیت محصولات کشاورزی دارد. نیتروژن به صورت طبیعی در جو موجود است، اما فقط چند گیاه می‌توانند آن را به این صورت جذب کنند. از این رو، به صورت مصنوعی به صورت کودهای ازت به گیاهان عرضه می‌شود. بازار جهانی کودهای ازته را به شکل اوره، آمونیاک، آمونیوم سولفات، نیترات آمونیوم کلسیم و چند مورد دیگر با نسبت‌های مختلف ارزش غذایی ارائه می‌دهد. این کودهای ازته بافت بهتری ایجاد کرده و رشد گیاه را برای عملکرد سریعتر تنظیم می‌کنند.

### کودهای فسفات

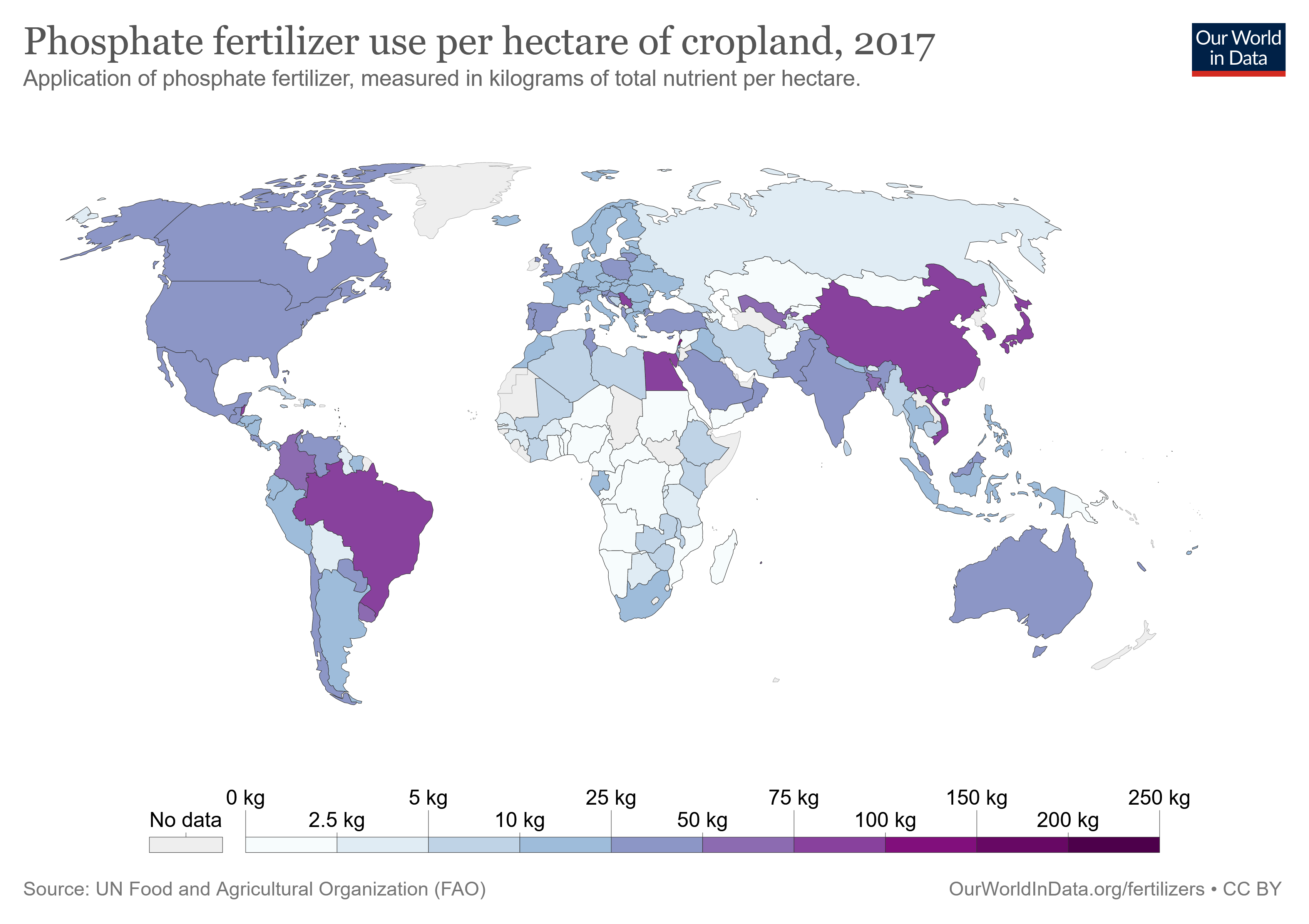
نقشه جهانی مصرف کود فسفات به ازای هر هکتار زمین تحت کشت.

کودهای فسفات با استخراج از سنگ فسفات، که حاوی دو ماده معدنی اصلی حاوی فسفر، یعنی فلوراپاتیت و هیدروکسی آپاتیت است، به‌دست می‌آیند. این مواد معدنی با استفاده از اسیدهای سولفوریک یا فسفریک به نمک‌های فسفات محلول در آب تبدیل می‌شوند. دلیل اصلی تولید اسید سولفوریک در مقیاس‌های خیلی زیاد در جهان همین فرایند است. در فرایند نیتروفسفات یا فرایند اودا (که در سال ۱۹۲۷ ابداع گردید)، سنگ‌های فسفات دارای تا ۲۰٪ فسفر، توسط اسید نیتریک (HNO3) حل می‌شوند تا مخلوطی از اسید فسفریک (H3PO4) و کلسیم نیترات (Ca(NO3)2) ایجاد گردد. این مخلوط را می‌توان با یک کود پتاسیم ترکیب کرد و یک کود ترکیبی با سه ماکروماده مغذی N , P و K به شکل حل شده به راحتی تولید کرد. در سال ۲۰۱۶ بازار جهانی کودهای فسفاته ۵۱٫۶ میلیارد دلار ارزیابی شده است و انتظار می‌رود از ۲۰۱۷ تا ۲۰۲۵ با نرخ رشد مرکب سالانه ۵٫۱٪ گسترش یابد و به ۷۸٫۰۶ میلیارد دلار برسد.

### کودهای پتاسیم
پتاس مخلوطی از مواد معدنی حاوی پتاسیم است که برای ساخت کودهای پتاسیم مورد استفاده قرار می‌گیرد. پتاس محلول در آب است و به همین دلیل اصلی‌ترین زحمت در ساخت آن فقط چند مرحله خالص سازی است؛ برای مثال: حذف سدیم کلراید (نمک معمولی) از آن. معمولاً به کودهای پتاس، پتاسیم کلراید، پتاسیم سولفات، پتاسیم کربنات و پتاسیم نیترات گفته می‌شود. کودهای پتاس را می‌توان برای طیف وسیعی از محصولات غذایی از جمله برنج، سبزیجات، میوه‌ها، شکر، روغن نخل، سویا و پنبه استفاده کرد زیرا توانایی آن در افزایش عملکرد محصول، بازده محصول، بهبود ارزش مواد مغذی، افزایش سطح نگهداری آب و مقاوم‌سازی محصول در برابر بیماری‌ها و عوامل بیماری‌زای مضر است. علاوه بر این، استفاده از کودهای پتاسه در خاک به بهبود رنگ، طعم و بافت محصولات غذایی کمک می‌کند که عملکرد اصلی کود پتاس است.

### کودهای کامل(NPK)
می‌توان با ترکیب «کودهای مستقیم» شامل کود نیتروژن، فسفات و پتاسیم و  کود فسفر بالا مایع  مخلوط کردن آن‌ها کودهای ترکیبی و کامل ساخت. در برخی موارد میان این مواد واکنش شیمیایی رخ می‌دهد.

### کودهای طبیعی
کودهای طبیعی یا ارگانیک به کودهایی گفته می‌شود که ریشه آن‌ها پایه زیستی یا بیولوژیک دارد، به عبارتی این کودها از موادزنده گرفته شده‌اند. کودهای طبیعی شامل کودهای دامی (فضولات حیوانی)، ضایعات گیاهان در کشاورزی، کمپوست و فاضلاب تصفیه شده (بیوسالید)، می‌باشند.

#### کمپوست

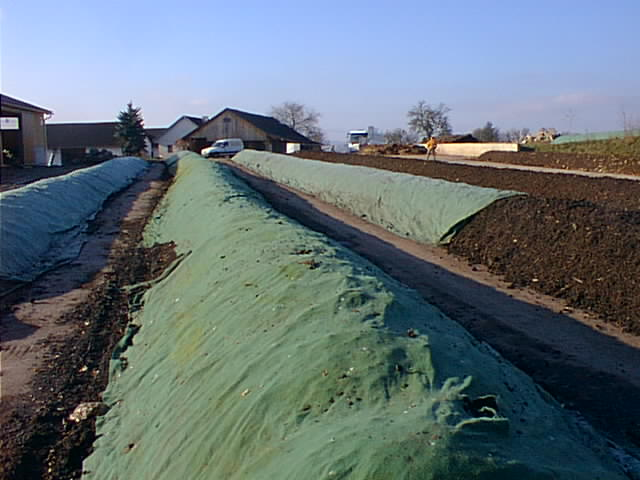
تولید کمپوست در حجم بالا

کمپوست، توده خرد شده از مواد آلی پوسیده است که از مواد گیاهی تجزیه شده ساخته می‌شود، و در باغبانی و کشاورزی استفاده می‌شود. کمپوست به ویژه در کشاورزی ارگانیک که استفاده از کودهای مصنوعی مجاز نیست، اهمیت فراوانی دارد. کمپوست ساختار خاک را بهبود بخشده، طیف وسیعی از مواد مغذی را برای گیاهان فراهم کرده و میکروب‌های مفیدی را به خاک اضافه می‌کند. حداکثر فواید کمپوست بر ساختار خاک (تراکم بهتر، فاصله منافذ و ذخیره آب) و عملکرد محصول معمولاً پس از چندین سال استفاده رخ می‌دهد.
کمپوست‌ها معمولاً حاوی حدود ۲ درصد نیتروژن، ۰٫۵ تا ۱ درصد فسفر و حدود ۲ درصد پتاسیم هستند. کودهای نیتروژن و کود دامی ممکن است برای تسریع تجزیه به آن اضافه شوند. نیتروژن موجود در کمپوست به آرامی و در مقادیر کم آزاد می‌شود، که آبشویی آن را کاهش داده و به این طریق در دسترس بودن آن در کل طول دوره رشد افزایش می‌یابد. به دلیل درصد نسبتاً کم مواد مغذی، کمپوست‌ها معمولاً در مقادیر زیاد استفاده می‌شوند.

#### کود دامی

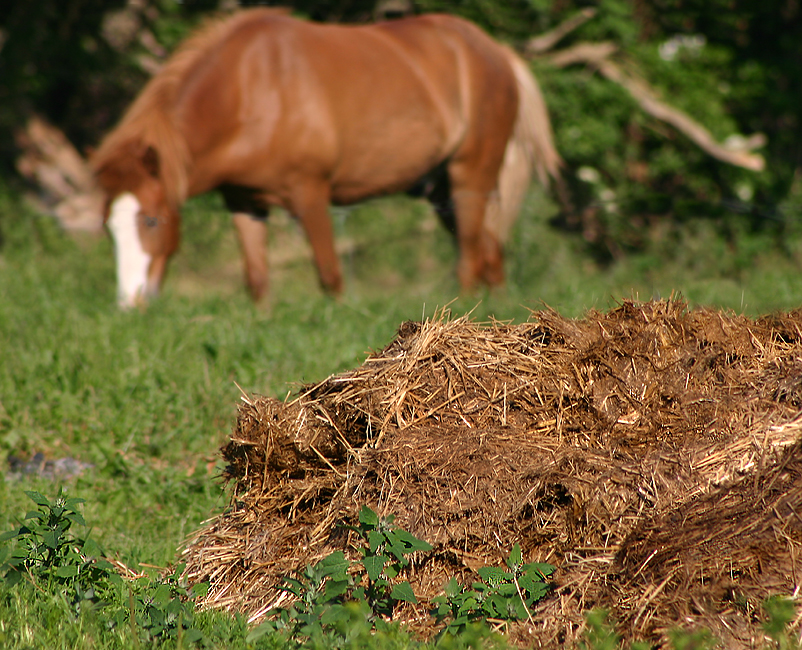
تصویری از فضولات اسب که به‌عنوان کود حیوانی از آن استفاده می‌شود

کود دامی در حقیقت از فضولات حیوانات تهیه می‌شود که بیشتر از کود گوسفند، گاو و اسب یا مرغ تشکیل می‌شود. کود دامی به علت دارا بودن حجم وسیعی از مود آلی و غذایی باقی‌مانده که برای غنای خاک بسیار مفید می‌باشد در طول تاریخ همواره مورد توجه کشاورزان بوده است.
کود انسانی نیز در رده کودهای حیوانی به حساب می‌آید. در بعضی کشورها از مدفوع انسانی به عنوان کود در مزارع کشاورزی استفاده می‌شود.
با توجه به پتانسیل نگهداری عوامل بیماری‌زای انسانی توسط کودهای دامی، استانداردهای ملی ارگانیک وزارت کشاورزی ایالات متحده آمریکا، دستور می‌دهد که کود خام باید حداکثر ۹۰ یا ۱۲۰ روز قبل از برداشت محصول نهایی به خاک اعمال شود (بسته به اینکه قسمت برداشت شده از محصول در تماس با زمین باشد یا خیر). کود دامی کمپوست شده که پنج بار در ۱۵ روز زیر و رو شده باشد و دمای بین ۵۵ تا ۷۷٫۲ درجه سلسیوس را تجربه کرده باشد، محدودیتی در زمان مصرف ندارد. کود باید با دقت ذخیره شود تا اتلاف مواد مغذی آن به ویژه نیتروژن به حداقل برسد. گاهی ممکن است به کودهای اضافی مانند اکسید فسفر نیز نیاز باشد، تا بتوان از ارزش کامل نیتروژن و پتاس موجود در کود دامی بهره برد.

## کاربرد

### مایع یا جامد
کودها به صورت مایع و جامد به خاک اعمال می‌شوند. حدود ۹۰٪ این کودها به صورت جامد اعمال می‌شوند. بیشترین کودهای شیمیایی جامد استفاده شده اوره، دی آمونیم فسفات و پتاسیم کلراید هستند. کودهای جامد معمولاً به صورت پودر هستند. کودهای مایع از مزیت جذب سریع و پوشش راحت تر برخوردارند. افزودن کود شیمیایی به آب آبیاری «آبیاری شیمیایی» گفته می‌شود.

### کودهای آرام-آزاد شونده و کنترل شده
کودهای آرام-آزاد شونده و کنترل شده تنها ۰٫۱۵٪ (۵۶۲۰۰۰ تن) بازار کود (۱۹۹۵) را شامل می‌شود. کاربرد آن‌ها ناشی از این واقعیت است که کود در معرض فرایندهای آنتاگونیست قرار دارد. در کنار اینکه کودها مواد مغذی به گیاهان می‌رسانند استفاده بیش از حد کودها می‌تواند باعث مسمومیت آن‌ها شود. میکروب‌ها بسیاری از کودها را به عنوان مثال، از طریق بی حرکت کردن آن‌ها یا اکسیداسیون، تخریب می‌کنند. به علاوه کودها توسط تبخیر یا شستشو از بین می‌روند. بسیاری از کودهای آرام آزاد شونده مشتق شده از اوره، یک کود مستقیم نیتروژن، هستند.
جدای از اینکه این کودها در ارائه مواد مغذی موثرتر هستند، این کودها اثرات آلودگی بر آب‌های زیرزمینی را نیز کاهش می‌دهند.

### کودهای روبرگی
کودهای روبرگی مستقیماً بر روی برگ‌ها اعمال می‌شوند. این روش تقریباً به‌طور مداوم برای استفاده از کودهای مستقیم نیتروژن محلول در آب استفاده می‌شود و به ویژه برای محصولات با ارزش بالا مانند میوه‌ها استفاده می‌شود.

### مواد شیمیایی تأثیرگذار بر جذب نیتروژن
برای بهبود کارایی کودهای نیتروژن از برخی مواد شیمیایی استفاده می‌شود. کشاورزان به این طریق می‌توانند اثرات مخرب زیست‌محیطی فرار کودهای نیتروژن را کاهش دهند. نیترات آنیونی است که تمایل به شسته شدن زیادی دارد و مهارکننده‌های نیتریدی شدن، تبدیل آمونیاک به نیترات را متوقف می‌کنند. 

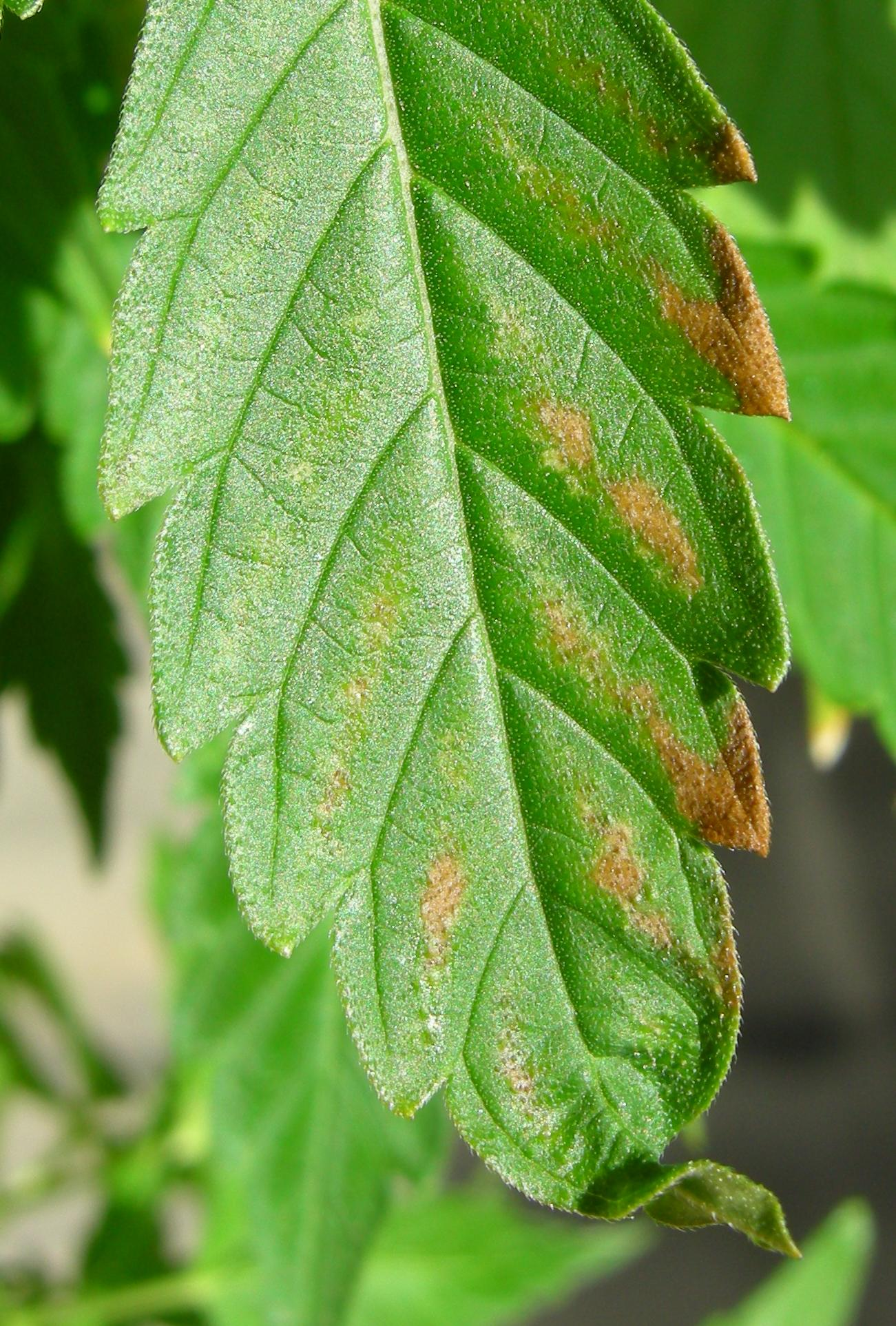
سوختگی ناشی از کوددهی

### مضرات کود دهی بیش از حد
استفاده از فناوری‌های کوددهی دقیق بسیار مهم است چرا که کوددهی بیش از حد می‌تواند اثرات مخرب داشته باشد. زمانیکه کوددهی بیش از حد انجام شود احتمال سوختگی گیاه وجود دارد. کوددهی بیش از حد می‌تواند باعث سوختگی، تخریب یا حتی خشک شدن کامل گیاه گردد. تمایل کودها به سوزاندن به صورت تقریبی بستگی به شاخص نمک آن‌ها دارد.

## آمار

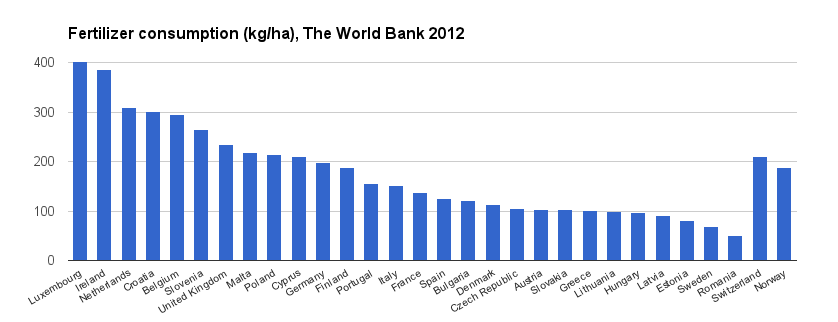
این نمودار آمار مصرف کود در کشورهای اروپای غربی و مرکزی را از داده‌های جمع‌آوری شده توسط بانک جهانی در سال ۲۰۱۲ را نشان می‌دهد.

امروزه استفاده از کودهای نیتروژنی در بیشتر کشورهای توسعه یافته به ثبات رسیده است. چین یکی از بزرگ‌ترین تولیدکننده و مصرف‌کننده کودهای نیتروژنی است. آفریقا وابستگی کمی به کودهای نیتروژن دارد. مواد معدنی کشاورزی و شیمیایی در استفاده صنعتی از کودها بسیار مهم است و حدود ۲۰۰ میلیارد دلار ارزش دارد.
با وجود اهمیت کاربرد درست کودهای شیمیایی، در میان کشاورزان ایرانی تنها استفاده از کودهای نیتروژنه (مانند اوره و آمونیاک) و کودهای فسفره رایج است؛ که عدم مصرف کودهای پتاسه و عدم مصرف کودهای ریزمغذی (مانند آهن)، منجر به عدم جذب متوازن کودها نسبت به نیاز گیاه، و بالطبع افت بسیار شدید عملکرد محصولات کشاورزی ایران، به‌علاوه انباشت کودهای نیتروژنه در بافت گیاهان به‌صورت خام و مصرف‌نشده گردیده که خود منجر به نارسایی‌های گوارشی و حتی سرطان در مصرف‌کنندگان و مرجوعی بسیاری از محصولات کشاورزی ایران از بازارهای صادراتی گشته است.
نیتروژن تأثیر قابل توجهی در استفاده از مواد معدنی جهانی دارد، و پس از آن پتاس و فسفات قرار دارد. تولید نیتروژن از دهه ۱۹۶۰ به‌طور چشمگیری افزایش یافته است. قیمت فسفات و پتاسیم از دهه ۱۹۶۰ افزایش یافته است و این افزایش بیشتر از شاخص قیمت مصرف‌کننده است. پتاس در کانادا، روسیه و بلاروس تولید می‌شود که بیش از نیمی از تولیدات جهان را تشکیل می‌دهد. تولید پتاسیم در کانادا در سال ۲۰۱۷ و ۲۰۱۸ به مقدار ۱۸٫۶٪ افزایش یافت. برآوردهای محافظه کارانه، ۳۰ تا ۵۰ درصد تولید محصولات کشاورزی را به استفاده از کود طبیعی یا شیمیایی ارجاع می‌دهد. ارزش بازار جهانی کود احتمالاً تا سال ۲۰۱۹ به بیش از ۱۸۵ میلیارد دلار افزایش خواهد یافت.

## اثرات محیط زیستی

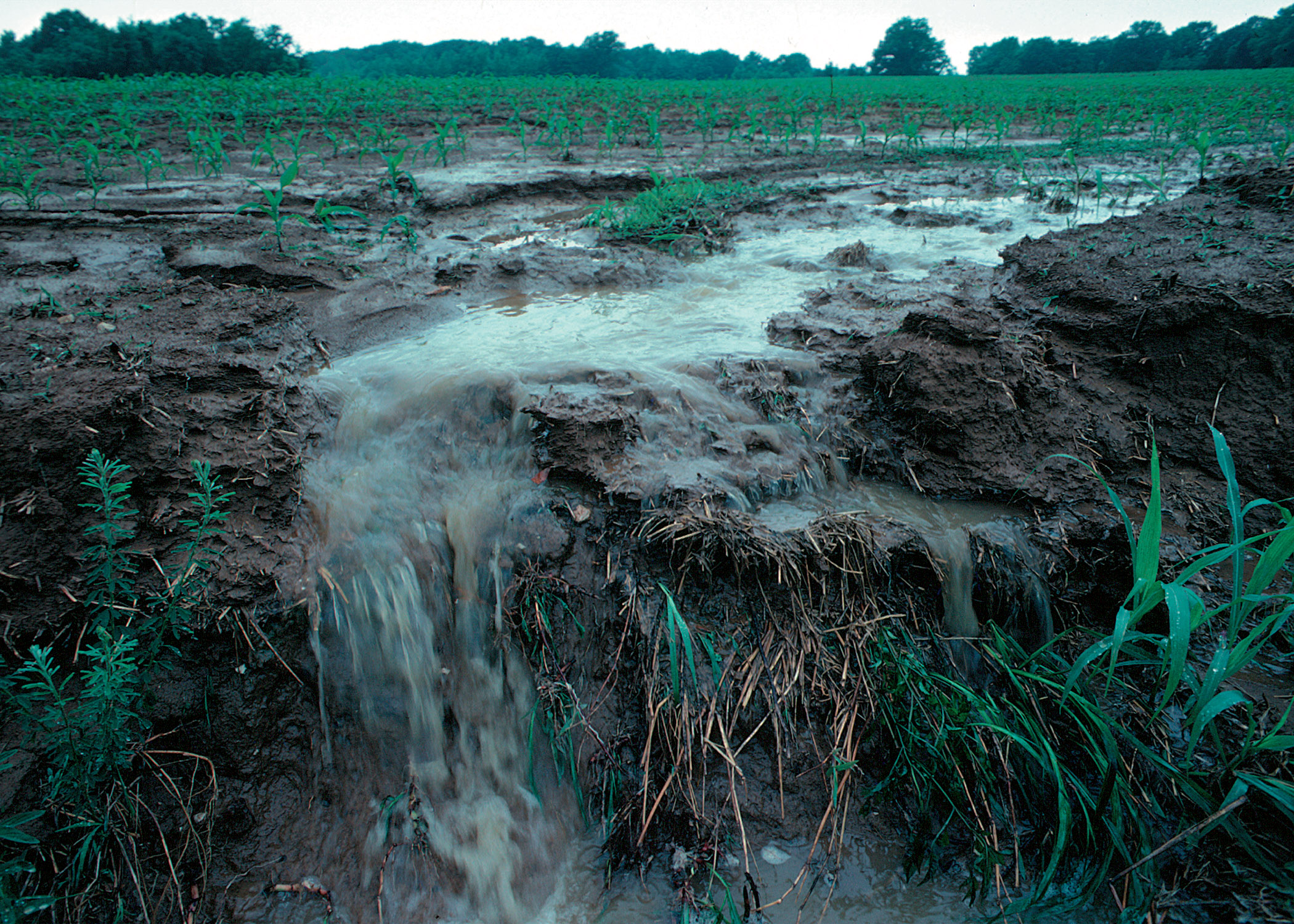
رواناب سطحی خاک و کود

استفاده از کودهای شیمیایی در تأمین مواد مغذی برای گیاهان مفید است اگر چه آن‌ها برخی تأثیرات منفی محیطی دارند. افزایش مصرف روزافزون کودهای شیمیایی به دلیل پراکندگی استفاده از مواد معدنی، می‌تواند بر خاک، آب سطحی و آب‌های زیر زمینی تأثیر بگذارد.

### آب

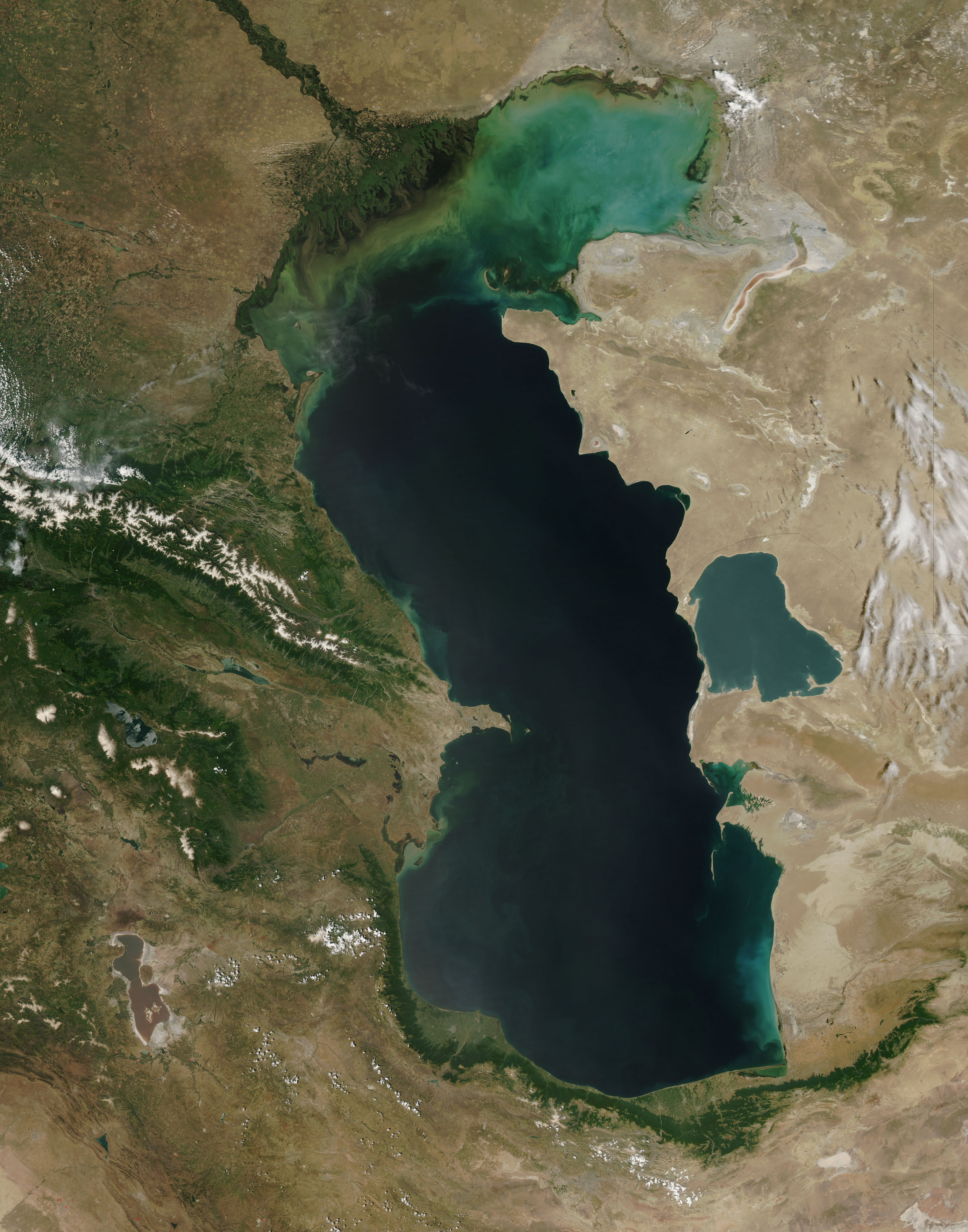
قسمت شمالی دریای خزر گرفتار فرآیندی به نام اوتروفیکاسیون است که در آن رواناب کشاورزی غنی از کود باعث رشد بی‌رویه جلبک‌ها در آب می‌شود. مرگ و پوسیدگی این جلبک‌ها، اکسیژن آب را از بین می‌برد و عواقب منفی آشکاری را برای زندگی آبزیان به همراه دارد. این تصویر از دریای خزر موج‌های سبز و آبی نزدیک دهانه رودخانه ولگا (مرکز، بالا) را نشان می‌دهد که وجود جلبک‌ها را نشان می‌دهد. رنگ آبی روشن قسمت شمال شرقی دریا ممکن است به دلیل مخلوطی از زندگی گیاهان و رسوبات باشد، زیرا اینجا کم عمق‌ترین سطح دریا است.

کودهای فسفره و ازته ای که معمولاً استفاده می‌شوند دارای تأثیرات عمده زیست‌محیطی هستند. بارندگی زیاد باعث می‌شود کودها شسته شده و در آبراه‌ها جاری شوند. رواناب کشاورزی یکی از عوامل اصلی در اوتروفیکاسیون بدنه‌های آب شیرین است. به عنوان مثال، در ایالات متحده، حدود نیمی از دریاچه‌ها یوتروفیک هستند. عامل اصلی در اوتروفیکاسیون، فسفات است که به‌طور معمول یک ماده مغذی محدود کننده است. غلظت زیاد باعث رشد سیانوباکتریوم و جلبک‌ها می‌شود که با نابودی آن‌ها اکسیژن مصرف می‌شود. شکوفه‌های سیانوباکتریوم ('شکوفه جلبک') همچنین می‌تواند سموم مضر تولید کند که می‌تواند در زنجیره غذایی جمع شود و برای انسان مضر است.
ترکیبات غنی از ازت موجود در رواناب کود، دلیل اصلی کاهش جدی اکسیژن در بسیاری از مناطق اقیانوس‌ها، به ویژه در مناطق ساحلی، دریاچه‌ها و رودخانه‌ها است. در نتیجه کمبود اکسیژن محلول توانایی این مناطق در حفظ جانوران اقیانوسی را بسیار کاهش می‌دهد. تعداد مناطق مرده اقیانوسی در نزدیکی خطوط ساحلی مسکونی در حال افزایش است. از سال ۲۰۰۶، به‌طور فزاینده ای استفاده از کود ازته در شمال غربی اروپا و ایالات متحده کنترل و محدود می‌شود. اگر بتوان اوتروفیکاسیون را معکوس کرد، ممکن است دهه‌ها طول بکشد تا نیترات‌های تجمع یافته در آب‌های زیرزمینی توسط فرایندهای طبیعی تجزیه شوند.

#### آلودگی نیترات
فقط بخشی از کودهای پایه نیتروژن به مواد گیاهی تبدیل می‌شوند. باقیمانده در خاک جمع می‌شود یا در اثر رواناب از بین می‌رود. میزان زیاد استفاده از کودهای حاوی نیتروژن همراه با حلالیت زیاد نیترات در آب منجر به افزایش رواناب حاوی نیتروژن در آب‌های سطحی و همچنین ورود به آب‌های زیرزمینی شده، و در نتیجه باعث آلودگی آب‌های زیرزمینی می‌گردد. استفاده بیش از حد از کودهای حاوی نیتروژن (اعم از مصنوعی یا طبیعی) بسیار آسیب رسان است، زیرا مقدار زیادی از نیتروژن که توسط گیاهان جذب نمی‌شود به نیترات تبدیل شده و به راحتی شسته می‌شود.

### خاک

#### اسیدی شدن
کودهای حاوی نیتروژن هنگام افزودن می‌توانند باعث اسیدی شدن خاک شوند. این امر می‌تواند منجر به کاهش دسترسی مواد مغذی گردد که می‌توان آن را از طریق آهک کاری کاهش داد.

## در ایران

میزان تولید جهانی انواع کود

با وجود اهمیت کاربرد درست کودهای شیمیایی، در میان کشاورزان ایرانی تنها استفاده از کودهای نیتروژنه (مانند اوره و آمونیاک) و کود فسفر بالا مایع ارگانیک  رایج است؛ که عدم مصرف کودهای پتاسه و عدم مصرف کودهای ریزمغذی (مانند آهن)، منجر به عدم جذب متوازن کودها نسبت به نیاز گیاه، و بالطبع افت بسیار شدید عملکرد محصولات کشاورزی ایران، به‌علاوه انباشت کودهای نیتروژنه در بافت گیاهان به‌صورت خام و مصرف‌نشده گردیده که خود منجر به نارسایی‌های گوارشی و حتی سرطان در مصرف‌کنندگان و مرجوعی بسیاری از محصولات کشاورزی ایران از بازارهای صادراتی گشته است.